# Савиньи, Анри
Жан Бати́ст Анри́ Савиньи́ (фр. Jean Baptiste Henri Savigny; 10 апреля 1793 — 27 января 1843) — французский врач-хирург, широко известный как фигурант катастрофы фрегата «Медуза». Во время кораблекрушения он был одним из трёх офицеров-добровольцев, которые сели на спасательный плот вместе со 152 потерпевшими.
Савиньи был одним из 15 человек, которые выжили. В донесении для французского министерства морского флота он описывает ужасные испытания, которые выпали на долю тех, кто дрейфовал на плоту, в частности он засвидетельствовал факты каннибализма. Савиньи подробно рассказал о своих перипетиях на плоту живописцу Теодору Жерико, который под этим воздействием написал известное полотно Плот «Медузы», которое сейчас хранится в Лувре.
Анри Савиньи ввел научный термин фосфен.
Автор множества научных трудов.

## Работы
- В соавторстве с Александром Корреаром, «Naufrage de la frégate la Méduse, faisant partie de l’expédition du Sénégal, en 1816», Altaïr, Neuilly-sur-Seine, 2000, XIII-366 p. (réédition en fac simile)
- Savigny, Jean Baptiste Henri. — «Observations sur les effets de la faim et de la soif éprouvées après le naufrage de la frégate du Roi la Méduse en 1816», thèse de médecine de Paris n° 84, 1818 — докторская диссертация Савиньи о влиянии голода и жажды на потерпевших с «Медузы».